# Ернест Голлінгс
Ернест Фредерік «Фріц» Голлінгс (англ. Ernest Frederick «Fritz» Hollings; 1 січня 1922, Чарлстон, Південна Кароліна — 6 квітня 2019) — американський політик з Демократичної партії. Він був віце-губернатором Південної Кароліни з 1955 по 1959, а потім губернатором з 1959 по 1963. Представляв штат у Сенаті США з 1966 по 2005 роки.
У 1942 році Військовий коледж Південної Кароліни (Цитадель). Потім він брав участь у Другій світовій війні в американській армії. Він був нагороджений Бронзовою Зіркою за його зусилля у Франції і Німеччині з 1944 по 1945 роки. Він отримав диплом юриста у 1947 році в Університеті Південної Кароліни. Входив до Палати представників Південної Кароліни з 1949 по 1955.
Програв праймеріз Демократичної партії Волтеру Мондейлу на президентських виборах у 1984 році.